# Северное (Черноморский район)
Се́верное (до 1948 года Чеголта́й Неме́цкий; укр. Сєверне, крымскотат. Nemse Çağaltay, Немсе Чагъалтай) — село в Черноморском районе Республики Крым, в составе Далёковского сельского поселения (согласно административно-территориальному делению Украины — Далёковского сельского совета Автономной Республики Крым).

## Население
| 2001 | 2014 |
| ---- | ---- |
| 417  | ↘266 |

Всеукраинская перепись 2001 года показала следующее распределение по носителям языка
| Язык             | Процент |
| ---------------- | ------- |
| русский          | 46.52   |
| крымскотатарский | 36.45   |
| украинский       | 14.63   |
| немецкий         | 1.44    |
| другие           | 0.72    |

### Динамика численности
| - 1915 год — 36/4 чел. (81 чел.) - 1926 год — 185 чел. - 1939 год — 234 чел. - 1989 год — 405 чел. | - 2001 год — 417 чел. - 2009 год — 362 чел. - 2014 год — 266 чел. |

## География
Северное — село на северо-востоке района, в 600 м от берега Каркинитского залива Чёрного моря, у границы с Раздольненским районом, высота центра села над уровнем моря — 8 м. Ближайшие сёла — Далёкое в 2,5 км на юго-восток и Владимировка в 3,5 км на юго-запад. Райцентр Черноморское — примерно в 39 километрах (по шоссе), ближайшая железнодорожная станция — Евпатория — около 66 километров. Транспортное сообщение осуществляется по региональной автодороге 35Н-612 от шоссе 35К-012 Черноморское — Воинка (по украинской классификации — С-0-11711).

## Современное состояние
Согласно КЛАДР, на 2016 год в Северном числится около 30 улиц и переулков, при этом на Яндекс-карте обозначено всего 4 улицы; на 2009 год, по данным сельсовета, село занимало площадь 96,5 гектара, на которой в 128 дворах числилось 362 жителей. Действуют фельдшерско-акушерский пункт, сельский клуб, церковь Луки, архиепископа Крымского. Село связано автобусным сообщением с райцентром, Евпаторией, Симферополем, Севастополем, Красноперекопском, Раздольным и соседними населёнными пунктами.

## История
Селение крымских немцев Чеголтай немецкий (также Чехолда) было основано в конце XIX , поскольку впервые упоминается в «…Памятной книжке Таврической губернии на 1900 год», как хутор Чеголтай Агайской волости Евпаторийского уезда, в котором числилось 3 человека в 1 дворе. По Статистическому справочнику Таврической губернии. Ч.II-я. Статистический очерк, выпуск пятый Евпаторийский уезд, 1915 год, в деревне Чеголтай немецкий Агайской волости Евпаторийского уезда числилось 14 дворов с немецким населением (все дворы безземельные) в количестве 36 человек приписных жителей и 4 — «посторонних», из которых 41 мужчинаи 40 женщин. Жители владели 1106 десятинами удобной земли. В хозяйствах имелось 64 лошади, 21 корова и 39 голов мелкого скота (согласно энциклопедическому словарю «Немцы России» население составляло 81 человек).
После установления в Крыму Советской власти, по постановлению Крымревкома от 8 января 1921 года № 206 «Об изменении административных границ» была упразднена волостная система и в составе Евпаторийского уезда был образован Бакальский район, в который включили село, а в 1922 году уезды получили название округов. 11 октября 1923 года, согласно постановлению ВЦИК, в административное деление Крымской АССР были внесены изменения, в результате которых округа были отменены, Бакальский район упразднён и село вошло в состав Евпаторийского района. Согласно Списку населённых пунктов Крымской АССР по Всесоюзной переписи 17 декабря 1926 года, в селе Чеголтай (немецкий), Киргиз-Казацкого сельсовета Евпаторийского района, числилось 34 двора, все крестьянские, население составляло 195 человек, из них 104 немца, 37 русских, 20 чехов, 17 татар, 17 украинцев, действовала русско-немецкая школа. Согласно постановлению КрымЦИКа от 30 октября 1930 года «О реорганизации сети районов Крымской АССР», был восстановлен Ак-Мечетский район (по другим данным 15 сентября 1931 года) и село включили в его состав. По данным всесоюзной переписи населения 1939 года в селе проживало 234 человека. Вскоре после начала Великой Отечественной войны, 18 августа 1941 года крымские немцы были выселены, сначала в Ставропольский край, а затем в Сибирь и северный Казахстан.
С 25 июня 1946 года Чеголтай в составе Крымской области РСФСР. Указом Президиума Верховного Совета РСФСР от 18 мая 1948 года, Чеголтай немецкий переименовали в деревню Северная, статус села присвоен позже. 26 апреля 1954 года Крымская область была передана из состава РСФСР в состав УССР. С начала 1950-х годов, в ходе второй волны переселения (в свете постановления № ГОКО-6372с «О переселении колхозников в районы Крыма»), в Черноморский район приезжали переселенцы из различных областей Украины. Время включения в состав Межводненского сельсовета пока не выяснено: на 15 июня 1960 года село уже числилось в его составе. 1 октября 1966 года был образован Далёковский сельсовет, в который вошло Северное. По данным переписи 1989 года в селе проживало 386 человек. С 12 февраля 1991 года село в восстановленной Крымской АССР, 26 февраля 1992 года переименованной в Автономную Республику Крым. С 21 марта 2014 года в составе Крыма аннексировано Россией.